# Коефіцієнт відновлювання

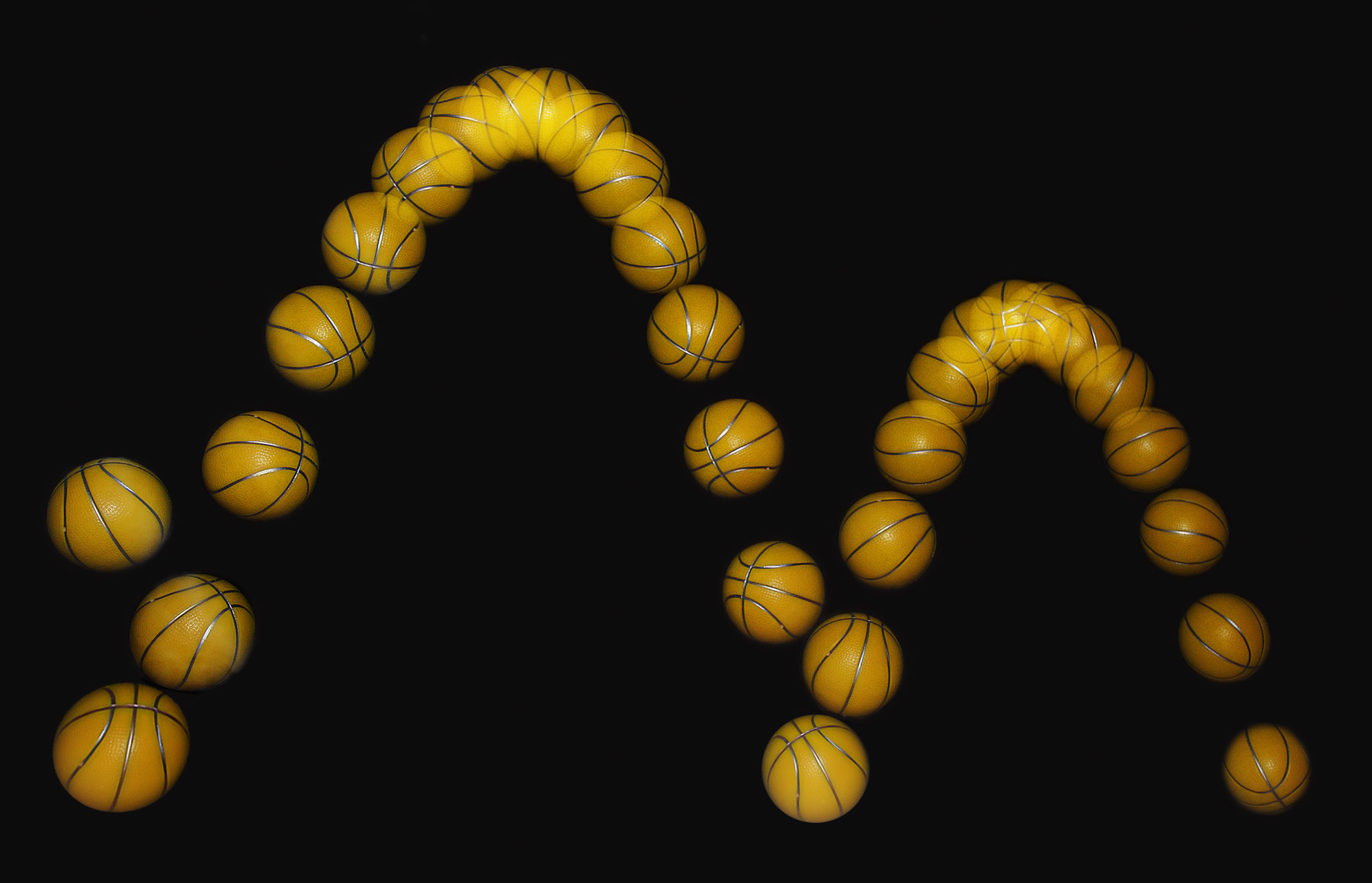
Стрибання баскетбольного м'яча захоплене із частотою 25 кадрів у секунду. Ігноруючи спротив повітря, квадратний корінь співвідношення висоти стрибка до висоти попереднього стрибка дає коефіцієнт відновлення для зіткнення м'яч/поверхня

Коефіцієнт (пружного) відновлювання (англ. coefficient of restitution, COR) двох зіштовхуваних об'єктів — це додатне дійсне число між 0.0 і 1.0, що дорівнює співвідношенню швидкостей до і після зіткнення тіл, взятих уздовж лінії зіткнення. Об'єкти для яких {\displaystyle COR=1} зіштовхуються пружно, а об'єкти з {\displaystyle COR<1} зіштовхуються непружно. Для {\displaystyle COR=0,} об'єкти насправді «зупиняються» після удару, зовсім без відскоку. Об'єкт (одиничний) часто описують як такий, що має коефіцієнт відновлення так наче це його внутрішня властивість, безвідносна до другого об'єкта, тут визначення дається щодо бездоганно твердого і пружного об'єкта. Коефіцієнт відновлювання дорівнює Відносній швидкості після зіткнення поділеній на Відносну швидкість до зіткнення.

## Рівняння
Зобразимо одновимірне зіткнення. Швидкість в довільному напрямку позначена додатно і у протилежному напрямку — від'ємно.
Коефіцієнт пружного відновлювання для двох об'єктів визначаємо як:
{\displaystyle C_{R}={\frac {v_{b}-v_{a}}{u_{a}-u_{b}}},}
де
{\displaystyle v_{a}} є кінцевою швидкістю першого об'єкту після удару
{\displaystyle v_{b}} є кінцевою швидкістю другого об'єкту після удару
{\displaystyle u_{a}} є початковою швидкістю першого об'єкту до удару
{\displaystyle u_{b}} є початковою швидкістю другого об'єкту до удару
Хоча рівняння і не включає масу, важливо розуміти, що воно все одно стосується імпульсу оскільки кінцеві швидкості залежні від мас. Це одновимірний безрозмірний параметр визначений уздовж лінії удару.
Для об'єкта, що відскакує від стаціонарного об'єкта як-от підлога:
{\displaystyle C_{R}=-{\frac {v}{u}}},
де
{\displaystyle v} скалярна швидкість після удару
{\displaystyle u} скалярна швидкість до удару
У випадку коли силами тертя можна знехтувати і об'єкт впав зі стану спокою на горизонтальну поверхню, це тотожно до:
{\displaystyle C_{R}={\sqrt {\frac {h}{H}}}},
де
{\displaystyle h} це висота відскоку,
{\displaystyle H} це висота падіння.

## Двовимірний випадок
Розглянемо об'єкт, що вдаряється об важку плиту. Якщо присутній коефіцієнт тертя {\displaystyle C_{F}} (і відновлювання {\displaystyle C_{R}}) між тілами, то змінюється не тільки перпендикулярна до площини зіткнення складова вектора швидкості, а й паралельна:
{\displaystyle \Delta p_{\parallel }=F_{\parallel }\Delta t=-C_{F}F_{\perp }\Delta t=-C_{F}\Delta p_{\perp }=-C_{F}(1+C_{R})p_{\perp }}
Отже маємо:
{\displaystyle \left[{\begin{array}{c}v_{\parallel }^{out}\\v_{\perp }^{out}\end{array}}\right]=\underbrace {\left[{\begin{array}{cc}1&-C_{F}(1+C_{R})\\0&-C_{R}\end{array}}\right]} _{A}\left[{\begin{array}{c}v_{\parallel }^{in}\\v_{\perp }^{in}\end{array}}\right].}
Зауважимо, що це працює лише якщо {\displaystyle v_{\parallel }^{in}\geq C_{F}(1+C_{R})v_{\perp }^{in}.}